# کیوزو ناگاتسوکا
کیوزو ناگاتسوکا (به ژاپنی: 長塚京三، Kyōzō Nagatsuka) (زادهٔ ۶ ژوئیهٔ ۱۹۴۵) هنرپیشه اهل ژاپن است که در بیست و چهارمین جشنواره فیلم یوکوهاما برندهٔ جایزهٔ بهترین بازیگر نقش مکمل مرد شده‌است.